# Guido Gonella

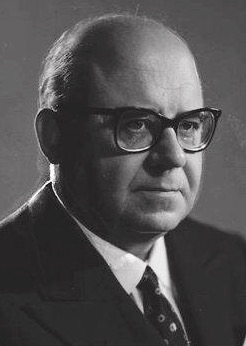
Guido Gonella

Guido Gonella (* 18. September 1905 in Verona; † 19. August 1982 in Nettuno, Provinz Rom) war ein italienischer Jurist, Journalist, Hochschullehrer und Politiker der Democrazia Cristiana (DC), der unter anderem Mitglied der Abgeordnetenkammer (Camera dei deputati) und des Senats (Senato della Repubblica) sowie mehrfach Justizminister Italiens war.

## Leben

### Studium und Journalist
Nach dem Schulbesuch studierte Gonella Philosophie mit dem Schwerpunkt Rechtsphilosophie an der Universität Bari sowie der Universität Pavia und war nach Abschluss des Studiums als Journalist tätig.
Zunächst wurde er 1928 Chefredakteur von Azione fucini, der Zeitung des katholischen Studentenverbandes Federazione Universitaria Cattolica Italiana (FUCI), ehe er in den 1930er Jahren Redakteur des L’Osservatore Romano, der Tageszeitung des Heiligen Stuhls wurde. Aus dieser Zeit stammt auch seine Bekanntschaft mit Giovanni Montini, den späteren Papst Paul VI., der zwischen 1925 und 1933 nebenamtlich Generalassistent des FUCI war. Gonella hatte außerdem eine Professur für Rechtsphilosophie an der Päpstlichen Lateranuniversität in Rom inne. Später unterrichtete an den Universitäten Bari und Pavia.
In der Folgezeit entwickelte er sich zu einem Gegner der totalitären faschistischen Diktatur Benito Mussolinis und wurde aufgrund dieser Haltung 1939 festgenommen, aber aufgrund der Intervention des Heiligen Stuhls wieder freigelassen. Während des Zweiten Weltkrieges war er Journalist bei Il Popolo, der Zeitung der Democrazia Cristiana, und wurde nach Ende des Krieges 1946 deren Chefredakteur. Daneben gehörte er 1943 zu den Autoren des Codice di Camaldoli, einem Programmentwurfs der DC für ein politisches und wirtschaftliches System im Italien der Nachkriegszeit.

### Minister und Abgeordneter
Nach dem Ende des Zweiten Weltkrieges wurde Gonella am 5. April 1945 zunächst Mitglied des Nationalrates (Consulta Nazionale) wurde und war danach vom 25. Juni 1946 bis zum 26. April 1948 Mitglied der Verfassunggebenden Versammlung (Assemblea Costituente della Repubblica Italiana).
Am 31. Mai 1947 wurde er von Ministerpräsident Alcide De Gasperi zum Minister für den öffentlichen Unterricht (Ministro della Pubblica Istruzione) in dessen vierter Regierung berufen und bekleidete dieses Amt auch in den nachfolgenden Regierungen De Gasperis bis zum 16. Juli 1953.
Am 24. April 1948 wurde er erstmals zum Mitglied der Abgeordnetenkammer (Camera dei deputati) gewählt und vertrat dort als Mitglied der DC bis zum 25. Mai 1972 die Interessen des Wahlkreises Verona. Zugleich war er von April 1950 bis September 1953 Politischer Sekretär der Democrazia Cristiana und damit de facto Vorsitzender der Partei.
Am 16. Juli 1953 ernannte De Gasperi ihn zum Justizminister (Ministro della Giustizia) in dessen achtem Kabinett, dem er bis zum 17. August 1953 angehörte.
In der Regierung von Ministerpräsident Antonio Segni bekleidete er vom 6. Juli 1955 bis 19. Mai 1957 das Amt eines Ministers ohne Geschäftsbereich (Ministro senza Portofoglio), war aber als solcher mit der Reform der Verwaltung und der Umsetzung der Verfassung betraut.
In der darauf folgenden Regierung von Adone Zoli wurde er dann am 19. Mai 1957 abermals Justizminister. Das Amt des Justizministers hatte er anschließend auch in den Regierungen der Ministerpräsidenten Amintore Fanfani, Antonio Segni und Fernando Tambroni bis zum Ende des dritten Kabinetts Fanfani am 21. Februar 1962 inne.
Während der vierten Legislaturperiode war er von April 1966 bis Juni 1968 einer der Vizepräsidenten der Abgeordnetenkammer sowie zugleich Vizevorsitzender des Ausschusses für die Kontrolle der Bibliotheken.
Danach wurde er am 24. Juni 1968 wiederum Justizminister im zweiten Kabinett von Ministerpräsident Giovanni Leone und behielt diese Funktion bis zum 12. Dezember 1968. Im Anschluss war er von Januar 1969 bis Mai 1972 Vorsitzender des Wahlausschusses der Abgeordnetenkammer und war dann vom 17. Februar bis zum 5. Juli 1973 zum vierten Mal Justizminister, und zwar im ersten und zweiten Kabinett von Giulio Andreotti.

### Senator und Europaabgeordneter
Nach seinem Ausscheiden aus der Abgeordnetenkammer wurde er am 25. Mai 1972 Mitglied des Senats (Senato della Repubblica) und gehörte diesem bis zu seinem Tod am 19. August 1982 an.
Zwischen Mai 1979 und seinem Tod war er außerdem Mitglied des ersten Europäischen Parlaments.